# Władysław Litmanowicz
Władysław Litmanowicz, właśc. Abram Wolf (ur. 20 lutego 1918 we Wrocławiu lub Piotrkowie Trybunalskim, zm. 31 marca 1992) – polski szachista, dziennikarz, działacz i sędzia szachowy żydowskiego pochodzenia. Z wykształcenia prawnik, w latach powojennych sędzia w procesach stalinowskich, wydał wyroki śmierci na działaczy polskiego podziemia niepodległościowego.

## Życiorys
Urodził się w rodzinie nauczycieli, jego ojcem był Marek Litmanowicz (właśc. Mordka Wolf), a matką Rachela (Róża) z domu Birencwajg. Miał siostrę i brata Stanisława. Podczas II wojny światowej jego rodzice i siostra zostali zamordowani w obozie zagłady w Treblince, a brat przebywał w Związku Radzieckim, gdzie został działaczem Związku Patriotów Polskich. 
W 1929 roku ukończył Szkołę Powszechną im. Stanisława Staszica w Piotrkowie Trybunalskim, następnie podjął naukę w Gimnazjum im. Bolesława Chrobrego w tym samym mieście. Od 1935 roku studiował na Wydziale Prawa Uniwersytetu Warszawskiego, studia przerwał jednak wybuch wojny. Do 1938 roku był członkiem Związku Niezależnej Młodzieży Socjalistycznej „Życie”. W marcu 1939 roku wystąpił w mistrzostwach Łodzi w szachach.
Początek kampanii wrześniowej przeżył w Łodzi. W listopadzie 1939 roku uciekł na tereny znajdujące się pod okupacją radziecką, gdzie podjął pracę nauczyciela matematyki i języka niemieckiego w szkole średniej w Klewaniu. Podjął także studia w Instytucie Nauczycielskim w Równem, które ukończył w 1941 roku. Do stycznia 1945 roku był członkiem Komsomołu.
Po ataku Niemiec na ZSRR został ewakuowany w głąb Związku Radzieckiego, pracował jako buchalter w kołchozie w Kagalniku pod Azowem. Według własnej relacji, w sierpniu 1941 roku wstąpił ochotniczo do Armii Czerwonej. Został skierowany do szkoły podoficerskiej w Mieczotce, a w październiku tego samego roku został skierowany na front jako dowódca plutonu w batalionie saperów. Brał udział w walkach pod Rostowem i pod Taganrogiem. W maju 1942 roku został lekko ranny i następny miesiąc spędził w szpitalu. Niedługo później został zwolniony ze służby w Armii Czerwonej i oddelegowany do Uzbekistanu, gdzie podjął pracę jako nauczyciel przysposobienia wojskowego.
1 stycznia 1944 roku powrócił do służby w Armii Czerwonej. Brał udział w walkach o Kowel oraz w forsowaniu Bugu. 22 lipca 1944 roku został ranny w potyczce pod Chełmem. Po wyjściu ze szpitala trafił do Ludowego Wojska Polskiego i służył w 2 Zapasowym Pułku Piechoty, następnie odbył przeszkolenie w Centralnej Szkole Podchorążych w Riazaniu.
W marcu 1945 roku ukończył Oficerską Szkołę Piechoty w Krakowie i został awansowany do stopnia podporucznika. Służył w kwatermistrzostwie Dowództwa Krakowskiego Okręgu Wojskowego, później w Okręgowym Składzie Taborowo-Mundurowym w Krakowie. W 1947 roku awansował do stopnia porucznika i został przeniesiony do służby w wojskowym wymiarze sprawiedliwości. Podjął następnie studia prawnicze na Uniwersytecie Jagiellońskim, które ostatecznie ukończył na Uniwersytecie Wrocławskim, w 1949 roku.

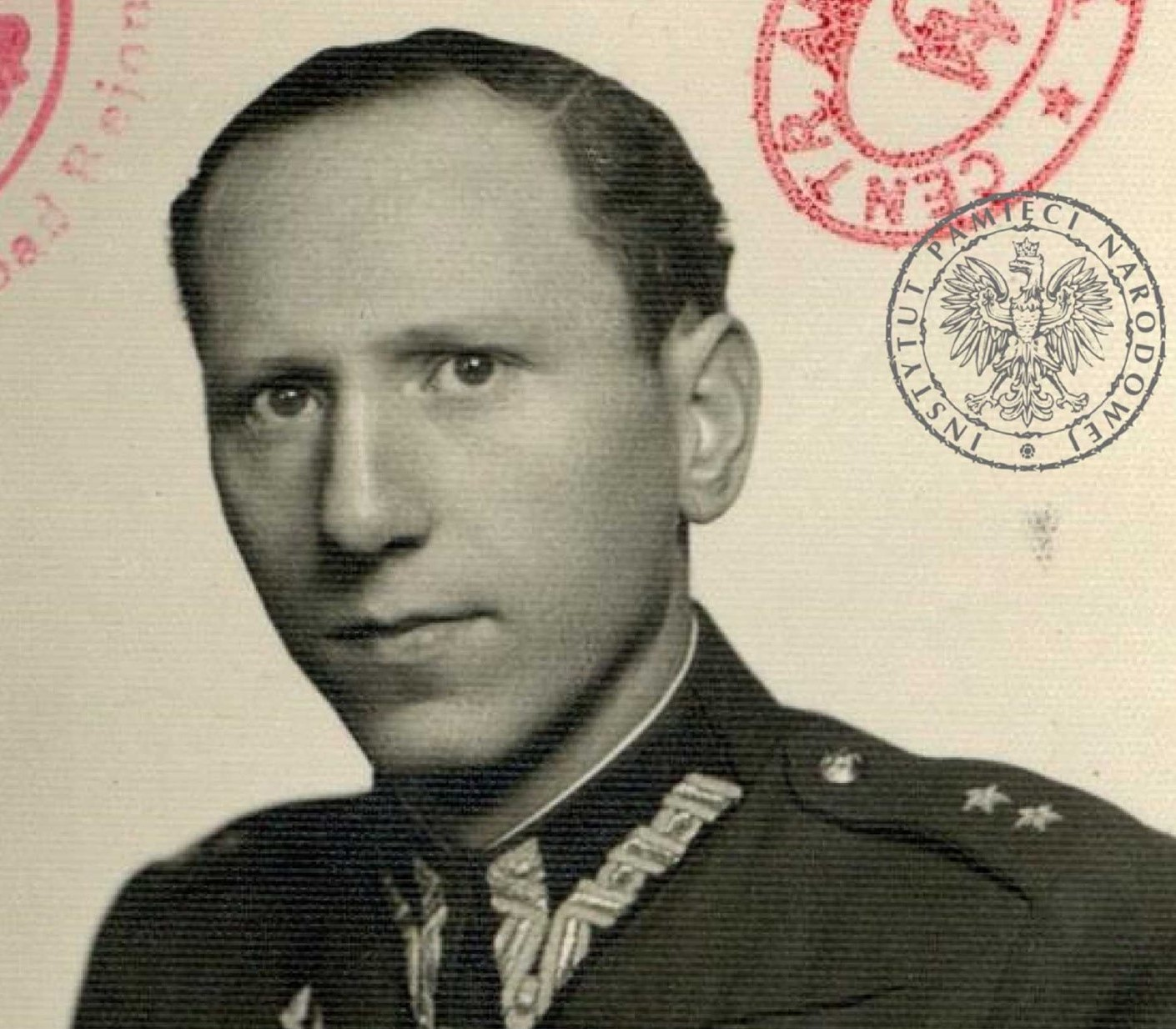
Władysław Litmanowicz podczas służby w Wojsku Polskim okresu stalinowskiego

W latach 1947–1952 był sędzią Wojskowego Sądu Rejonowego w Krakowie, Kielcach i Warszawie. Jako sędzia uczestniczył w procesach stalinowskich m.in. w procesie Tadeusza Klukowskiego i Jerzego Kurzępy, skazanych na karę śmierci 1 października 1952 roku w Warszawie z art.86 KKWP. Na karę śmierci skazał też porucznika AK Edmunda Bukowskiego, którego zwłoki zidentyfikowano dopiero w 2013 roku w Kwaterze na Łączce. Jako przewodniczący składu sędziowskiego w Krakowie uczestniczył w wydaniu jednego wyroku śmierci za działalność niepodległościową, wyroku nie wykonano. W sumie wydał 15 wyroków śmierci, brał także udział w procesie Wiesława Chrzanowskiego.
W 1948 roku został awansowany do stopnia kapitana, a w 1951 roku do stopnia majora. Na początku lat 50. XX wieku był sekretarzem podstawowej organizacji partyjnej Polskiej Zjednoczonej Partii Robotniczej w Wojskowym Sądzie Rejonowym w Warszawie.
W latach 1952–1955 był oficerem do zleceń doradcy szefa GZP WP płk. W. Zajcewa. Karierę w Ludowym Wojsku Polskim zakończył w 1955 roku. 
W okresie powojennym należał do szerokiej czołówki polskich szachistów. W latach 1948–1955 pięciokrotnie wystąpił w finałach mistrzostw Polski, najlepszy wynik uzyskując w 1951 w Łodzi, gdzie zajął VIII miejsce. Od 1951 był wiceprezesem ds. sportowych Sekcji Szachów GKKF, odgrywając w jej działalności główną rolę. Swojej pozycji organizacyjnej zawdzięczał starty reprezentacyjne. W roku 1952 wystąpił w międzynarodowym turnieju w Międzyzdrojach oraz reprezentował Polskę na olimpiadzie szachowej w Helsinkach (zdobył 0,5 punktu w 4 partiach). Kilkukrotnie zdobył tytuł wicemistrza Wojska Polskiego w szachach oraz medale w drużynowych mistrzostwach Polski.
Od początku lat 50. XX w. zajął się pracą publicystyczną i dziennikarską, w połowie dziesięciolecia poświęcając się jej całkowicie, po wycofaniu się z gry wyczynowej. W latach 1950–1984 bez przerwy zajmował stanowisko redaktora naczelnego miesięcznika Szachy. Również od 1950 roku prowadził dział szachowy w Trybunie Ludu. Do połowy lat 80. XX w. redagował szachowe kolumny w wielu czasopismach, takich jak: Express Wieczorny, Perspektywy, Żołnierz Polski, Żołnierz Wolności, Świat Młodych i innych. W latach 1956–1970 zajmował wiele stanowisk w Polskim Związku Szachowym (PZSzach), m.in. przewodniczącego rady trenerów, wiceprezesa do spraw sportowych i sekretarza generalnego. W 1982 roku otrzymał tytuł honorowego członka PZSzach. Od 1964 roku pełnił funkcję delegata PZSzach w Międzynarodowej Federacji Szachowej (FIDE), następnie w latach 1970–1972 był członkiem Komisji Przepisów FIDE, zaś od 1978 do 1982 – jej sekretarzem. W 1968 roku otrzymał tytuł sędziego klasy międzynarodowej. W swojej karierze sędziowskiej pełnił funkcje arbitra na m.in. na trzech olimpiadach (1980, 1984, 1986), drużynowych mistrzostwach świata (1985) oraz na wielu międzynarodowych turniejach wysokiej rangi.
Posiada jeden z największych dorobków wśród wszystkich polskich autorów piszących o szachach. Cechą wyróżniającą jego twórczość była przede wszystkim różnorodność podejmowanej tematyki.
Został pochowany na cmentarzu komunalnym Północnym na Wólce Węglowej w Warszawie.

## Życie prywatne
Żoną Władysława Litmanowicza była Mirosława Litmanowicz, w latach 60. XX wieku czołowa polska szachistka, mistrzyni międzynarodowa od 1967, mistrzyni Polski z 1968 oraz pięciokrotna uczestniczka szachowych olimpiad (w latach 1957–1972).

## Odznaczenia
- Krzyż Oficerski Orderu Odrodzenia Polski (1982)
- Krzyż Kawalerski Orderu Odrodzenia Polski (1973)
- Srebrny Krzyż Zasługi (1946)[10]
- Medal za Warszawę 1939–1945 (1946)[10]
- Medal Zwycięstwa i Wolności 1945 (1946)[10]
- Srebrny Medal „Zasłużonym na Polu Chwały” (1947)[10]
- Srebrny Medal „Siły Zbrojne w Służbie Ojczyzny” (1954)[10]
- Brązowy Medal „Siły Zbrojne w Służbie Ojczyzny” (1951)[10]
- Medal 10-lecia Polski Ludowej (1955)[10]
- Medal „Za zwycięstwo nad Niemcami w Wielkiej Wojnie Ojczyźnianej 1941–1945” (ZSRR, 1945)[10]
- Medal „Za wyzwolenie Warszawy” (ZSRR, 1946)[10]

## Wybrane publikacje
- Obrona słowiańska, Warszawa 1951
- Międzynarodowy turniej szachowy Sopot 1951, Warszawa 1953
- Reflektorem po szachownicach świata, Warszawa 1957 (wspólnie z E.Arłamowskim i A.Szymańskim)
- Dykteryjki i ciekawostki szachowe, Warszawa 1971 (II wydanie 1974)
- Polscy szachiści 1945-1975, Warszawa 1976
- Polscy szachiści 1945-1980, Warszawa 1982
- Nowe dykteryjki i ciekawostki szachowe, Warszawa 1983
- Szachy od A do Z (dwutomowa encyklopedia), Warszawa 1986 (tom I) i 1987 (tom II) (wraz z J.Giżyckim)